# Антония Висконти
Антония Висконти (на италиански: Antonia Visconti; * вер. 1354, ок. 1360 или 1364, вер. Милано, Сеньория Милано; † 26 март 1405, Стария дворец в Щутгарт, Графство Вюртемберг) от род Висконти, е принцеса на Милано и чрез женитба графиня на Вюртемберг.

## Произход
Тя е дъщеря на Бернабо Висконти (* 1321 или 1323, † 1385), господар на Бергамо, Бреша, Кремона, Сончино, Лонато и Валкамоника и съгосподар на Милано, и на съпругата му Беатриче Реджина дела Скала (* 1331, † 1384). Нейни дядо и баба по бащина линия са Стефано Висконти, господар на Арона, и Валентина Дория, а по майчина – Мастино II дела Скала – господар на Верона и Виченца (1304 – 1311), господар на Падуа (1328 – 1338), господар на Парма (1332 – 1341), господар на Бреша (1332 – 1337), господар на Лука (1335 – 1347), и Тадеа да Карара. Има петима братя и девет сестри:
- Тадеа (* 1351, † 1381), херцогиня на Бавария като съпруга на Стефан III, майка на френската кралица Изабела Баварска
- Верде (* 1352, † 1414), херцогиня на Австрия като съпруга на Леополд III
- Марко (* 1355, † 1382), съвладетел на Милано (1379 – 1382) и господар на Парма (1364 – 1382), съпруг на Елизабета Баварска
- Лудовико (* 1355, † 1404), господар на Лоди (1379 – 1385) и на Парма, съпруг на Виоланта Висконти
- Валентина (* 1367, † 1393), кралица на Кипър и титулярна кралица на Йерусалим като съпруга на Петър II
- Родолфо (* 1358, † 1389), господар на Парма (1364 – 1389)
- Карло (* 1359, † 1403), господар на Парма (1364 г.), съпруг на Беатрис д’Арманяк
- Аниезе (* 1363, † 1391), господарка на Мантуа като съпруга на Франческо I Гондзага
- Катерина (* 1362, † 1404), последна господарка на Милано (1385 – 1395) и 1-ва херцогиня на Милано (1395 – 1402) като съпруга на братовчед си Джан Галеацо Висконти
- Мадалена (* 1366, † 1404), херцогиня на Бавария (1381 – 1393) и на Бавария-Ландсхут (от 1392 г.) като съпруга на Фридрих фон Байерн
- Джанмастино (* 1370, † 1405), господар на Бергамо и на Джера д'Ада, вероятен съпруг на Клеофа дела Скала – дъщеря на Антонио I дела Скала
- Лучия (* 1372, † 1424), графиня на Кент като съпруга на Едмънд Холанд
- Елизабета (* 1374, † 1432), херцогиня на Бавария като съпруга на Ернст фон Байерн
- Англезия (или Елоиза) (* 1377, † 1439), кралица на Кипър, титулярна кралица на Йерусалим и кралица на Армения от 1401 до ок. 1408 г. като съпруга на Янус дьо Лузинян

Освен това има шестма полубратя и девет полусестри от извънбрачни връзки на баща ѝ с пет жени.
Баща ѝ непрекъснато води войни с Папската държава (той е отлъчен от Църквата) и е безмилостен тиранин. На 6 май 1385 г. Бернабо и двама от братята ѝ – Лудовико и Родолфо са пленени от братовчед ѝ Джан Галеацо Висконти, който иска властта над Синьория Милано, и са затворени в замъка на Трецо, където умират.

## Биография
През 1366 г. Антония е обещана за жена на 23-годишния Фридрих III Арагонски, крал на Сицилия. Десет години по-късно, през 1376 г., е сключен брачният им договор. Зестрата е 100 хил. флорина, бижута на стойност 20 хил. флорина и годишен доход от 15 хил. флорина. Сватбата се проваля заради смъртта на Фридрих през 1377 г.
Вторите преговори за брачен съюз са успешни и на 27 октомври 1380 г. Антония се омъжва в Урах за Еберхард III фон Вюртемберг Милостивия от Дом Вюртемберг, единствен син на граф Улрих фон Вюртемберг и на съпругата му Елизабета Баварска от род Вителсбахи. Антония носи голяма зестра от 70 хил. флорина и земи. Тя напуска Милано и отива да живее в Щутгарт. Граф Еберхард III ѝ дава Битигхайм и Бракенхайм като контразестра.
Като графиня на Вюртемберг Антония насърчава разпространението на музика, литература и всички изящни изкуства в Щутгарт, Битигхайм и цял Вюртемберг. Градината „Майланд“ (градината на херцогинята на Милано, на немски: der Herzogin von Mailands Garten), построена на юг от Стария дворец в Щутгарт, е проектирана, по идеите на Антония.
Умира на 28 март 1405 г. Погребана е в Колегиалната църква на Светия кръст в Щутгарт. Съпругът ѝ се жени втори път през 1406 г. за Елизабета фон Нюрнберг – дъщеря на бургграф Йохан III фон Нюрнберг.
Вила „Висконти“, построена през 2002 г. в стария град на Битигхайм, все още напомня за Антония.

## Брак и потомство
∞ 27 октомври 1380 г. в Урах за граф Еберхард III фон Вюртемберг (* сл. 1362, вер. Щутгарт, Графство Вюртемберг; † 16 май 1417, Гьопинген), граф на Вюртемберг (1392 –1417) и граф на Монбеляр (1397 – 1409), от когото има трима сина:
- Еберхард IV фон Вюртемберг (* 23 август 1388, † 2 юли 1419), граф на Вюртемберг от 1417 г. и граф на Монбеляр от 1409 г., ∞ 13 ноември 1397 за Хенриета фон Мьомпелгард (* 1498, † 1558), графиня на Мьомпелгард, от която има двама сина.
- Улрих фон Вюртемберг († като дете)
- Лудвиг фон Вюртемберг(† като дете)